# Сабина, Карел
Карел Сабина (чеш. Karel Sabina, псевдонимы Arian Želinský, Leo Blass; 29 декабря 1813, Прага, — 7 ноября 1877, Прага) — чешский писатель
, публицист, демократ, литературный критик.

## Биография
В 1848 году принял участие в мартовских движениях; участник Майского заговора в 1849 году по обвинению в государственной измене был приговорён к смертной казни, заменённой 18-летним заключением в крепости; через 8 лет был помилован и вернулся в Прагу.
Цензурные преследования были постоянным уделом Сабины.
Ещё в начале 1840-х гг. он написал роман «Гуситы»; цензура пять раз требовала его переделки и, наконец, разрешила, когда он был разбит на отдельные рассказы («Obrazy z XV а XVI stolètí», Прага, 1854).
Впервые опубликовал (1857) роман своего друга юности, выдающегося поэта-романтика К. Г. Махи "Цыгане" (Cikáni), написанный ещё в 1835г. Рукопись романа не сохранилась, что породило многолетнюю дискуссию в чешском литературоведении о возможном вмешательстве Сабины в текст романа .

### Лирика
- Básně (1841)

### Рассказы
- Obrazy ze 14. a 15. věku (1844)
- Povídky, pověsti, obrazy a novely (1845)

### Романы
- Hrobník(1837)
- Vesničané (1847)
- Jen tři léta! (1860)
- Na poušti (1863)
- Oživené hroby (1870) — jakýsi vězeňský deník, silné autobiografické prvky
- Morana čili Svět a jeho nicoty (1874)
- Předbřeznoví revoluční bouřliváci v Rakousku (1879)
- Hedvika
- Blouznění
- Věčný ženich
- Upomínka na K. H. Máchu

### Драма
- Černá růže
- Inzerát (1866)
- Maloměstské klepny
- Šašek Jiřího z Poděbrad

### Либретто
- Prodaná nevěsta
- Braniboři v Čechách
- Studna (V studni)
- Starý ženich

### Sonstige Publikationen
- Duchovní komunismus (1861)
- Úvod povahopisný (detaillierte Studie über Карел Гинек Маха, 1845)

Другие труды С.:
- «Basnie» (1844),
- «Powidky, powiosti a nowellý» (1845),
- «Napoleon Buonaparte» (1848),
- «Jarosława» (1859),
- «Wieczny ženich» (1858—1863),
- «Hrobnik», новелла (3 изд., 1862),
- «Jen trzi leta» (1860),
- «Blouznieni» (1857),
- «Diejepis literatury czeskoslowanske» (1860—1864),
- «Duchowni Romunismus» (1861).

Под псевдонимом Leo Blass С. издал «Das Theater und Drama in Böhmen bis zum Anfange des XIX Jahrh.» (Прага, 1877).